# Auto Body Craft
Auto Body Craft war ein britischer Hersteller von Automobilen.

## Unternehmensgeschichte
Ken Heather und Bill Powell gründeten 1969 das Unternehmen in Kingswinford und begannen mit der Produktion von Automobilen. Der Markenname lautete ABC. 1971 erfolgte ein Besitzerwechsel und der Umzug nach Brierley Hill. 1973 endete die Produktion. Insgesamt entstanden je nach Quelle entweder etwa 25 oder etwa 30 Exemplare.

## Fahrzeuge
Das einzige Modell war der Tricar. Dies waren Dreiräder. Die Front entsprach dem Mini. Im Heck befand sich nur ein Rad. Es war das erste britische Dreirad auf Mini-Basis. Anfangs bestanden die Karosserien aus Metall, nach 1971 aus Fiberglas. Die offene Karosserie bot Platz für zwei Personen.